# Psychoda pontina
Psychoda pontina és una espècie d'insecte dípter pertanyent a la família dels psicòdids que es troba a Europa: Itàlia.